# Palácio dos cãs de Bacu
O palácio dos cãs de Bacu (em azeri: Bakı xanları sarayı) é o complexo palaciano que serviu de residência dos cãs do Canato de Bacu nos séculos XVIII-XIX. Fica à esquerda do Portão Xamaqui. Quando Bacu foi conquistada pelo Império Russo em 1806, sua guarnição militar em Bacu foi colocada no palácio.